# Споменик Надежди Петровић у Београду
Споменик Надежди Петровић  је споменик у Београду. Налази се у општини Стари град.

## Опште карактеристике
Споменик је стациониран у Пионирском парку, једном од централних београдских паркова, који је смештен између Булевара краља Александра и Улице краља Милана, кнеза Милоша и Драгослава Јовановића.
Постављен је 1989. године као поклон града Аранђеловца поводом IX скупа Несврстаних земаља. Аутор споменика је српска вајарка Ангелина Гаталица.
Споменик представља мермерну скулптуру српске сликарке Надежде Петровић, која је била најзначајнија српска сликарка с краја 19. и почетка 20. века. Сама скулптура беле боје је постављена на мало постоље. На плочи која је урађена испред самог споменика уклесане су следеће речи:
„Споменик Надежди Петровић, аутор Ангелина Гаталица, граду Београду поводом IX самита Несврстаних земаља, поклон града Аранђеловца год. 1989.”